# Kirk-Othmer Encyclopedia of Chemical Technology
Kirk-Othmer Encyclopedia of Chemical Technology ist ein Referenzwerk (Lexikon) der Technischen Chemie in englischer Sprache und wird vom Wiley-VCH Verlag herausgegeben.

## Geschichte
Donald F. Othmer und Raymond E. Kirk von der New York University begannen in den 1940er Jahren ein englisches Pendant zu Ullmanns Enzyklopädie der Technischen Chemie zu erstellen. Das Werk erschien im damaligen US-amerikanischen Wiley Verlag, welcher 1996 den VCH Verlag übernahm und somit die beiden Enzyklopädien heute vereint herausgibt. Das Magazin CHEManager schreibt dazu, Zitat: „Im Doppelpack sind die beiden Companion Works einfach unschlagbar, denn das in beiden zusammengetragene Wissen bietet Antworten auf (fast) alle Fragen, die im Zusammenhang mit chemischen Produkten und Prozessen auftreten können.“
Die Liste aller Mitwirkenden am Kirk-Othmer kann Online eingesehen werden.

## Auflagen

### 5. Auflage (aktuell)
Das Referenzwerk umfasst mehr als 1.300 Artikel in 27 Bänden mit rund 22.950 Seiten (5. Auflage März 2004).